# 坎貝爾溫泉 (加利福尼亞州)
坎貝爾溫泉（英語：Campbell Hot Springs）是位於美國加利福尼亞州謝拉縣的一個非建制地區。該地的面積和人口皆未知。

## 地理
坎貝爾溫泉的座標為39°34′30″N 120°20′53″W / 39.57500°N 120.34806°W，而該地的平均海拔高度為1531米（即5023英尺）。